# (74042) 1998 HX92
(74042) 1998 HX92 – planetoida z pasa głównego asteroid okrążająca Słońce w ciągu 3,33 lat w średniej odległości 2,23 j.a. Odkryta 21 kwietnia 1998 roku.